# 新特羅伊茨克
51°12′14″N 58°18′41″E / 51.20389°N 58.31139°E
新特羅伊茨克 （俄语：Новотро́ицк）是俄羅斯奧倫堡州東部的一個城市，位於烏拉爾河西岸，與奧爾斯克相望。面積305.5平方公里，2002年人口106,315人。
1945年4月13日設市。